# Maison, 2 rue Grenier
La maison, 2 rue Grenier est située à Moulins (France).

## Localisation
La maison est située sur la commune de Moulins, dans le département de l'Allier, en région Auvergne-Rhône-Alpes.

## Description
Cette maison est un exemple de l'architecture civile du XVe siècle dans la capitale du Bourbonnais, avec corbeaux de pierre sculptés, armature de bois croisillonnée en façade, et encorbellement du second étage appuyé sur des supports terminés en pendentifs et reliés entre eux par des arcs. À l'intérieur de la cour, tourelle d'escalier à vis avec porte à accolade flanquée de pinacles.

## Historique
La maison est inscrite partiellement au titre des monuments historiques par arrêté du 28 décembre 1926.

## Protection
Éléments protégés : la façade en pans de bois sur rue et la porte de l'escalier sur cour.

## Galerie

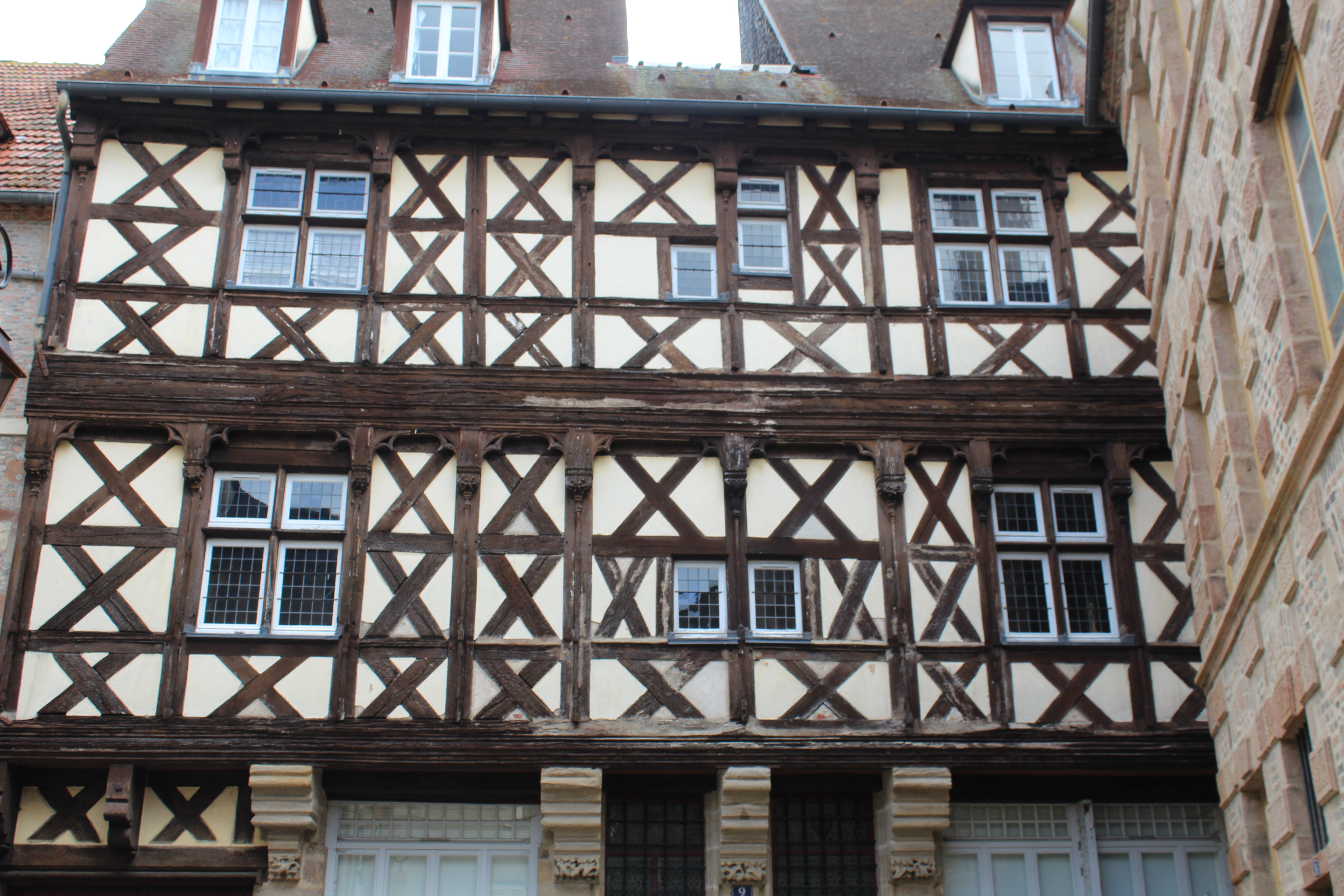
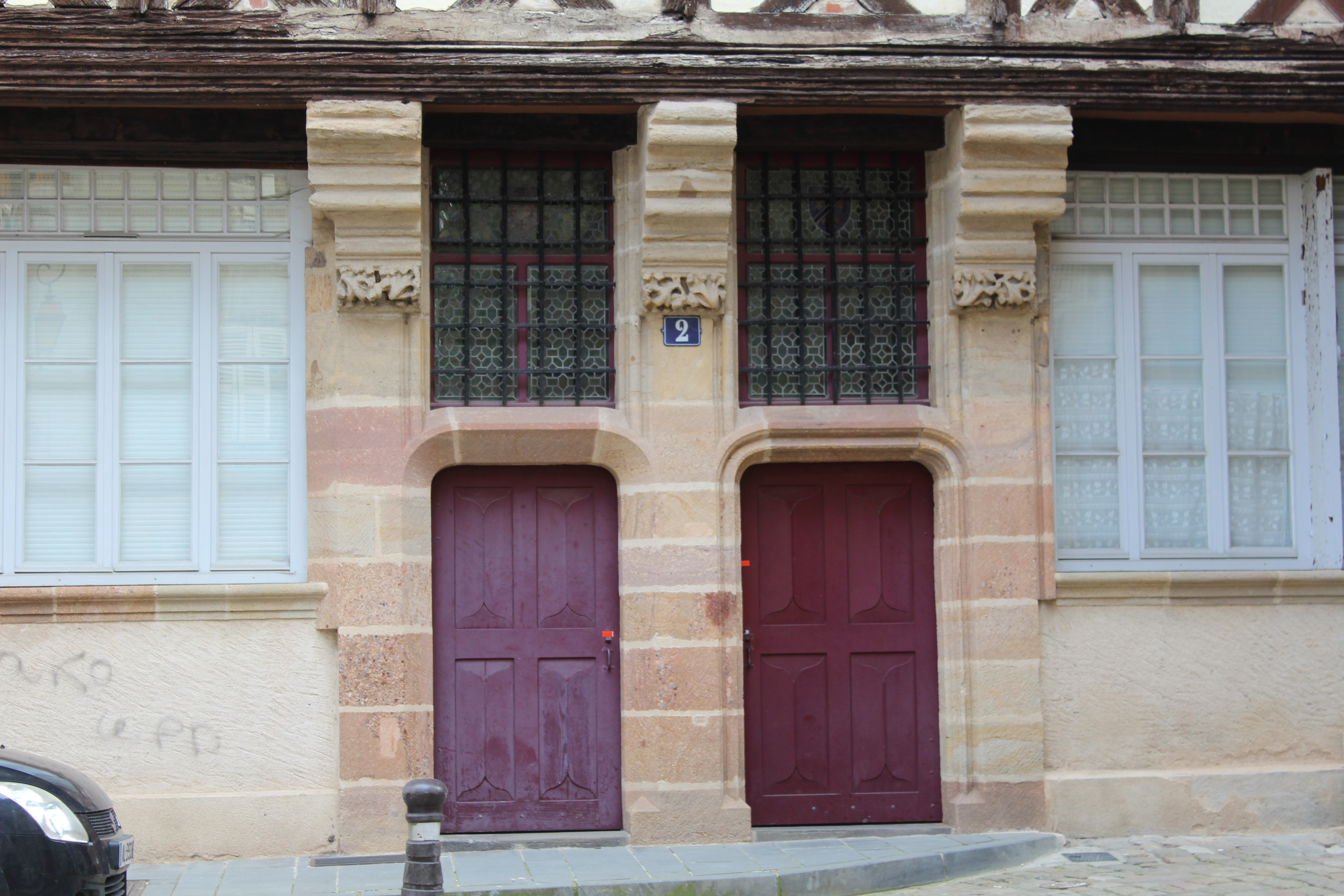
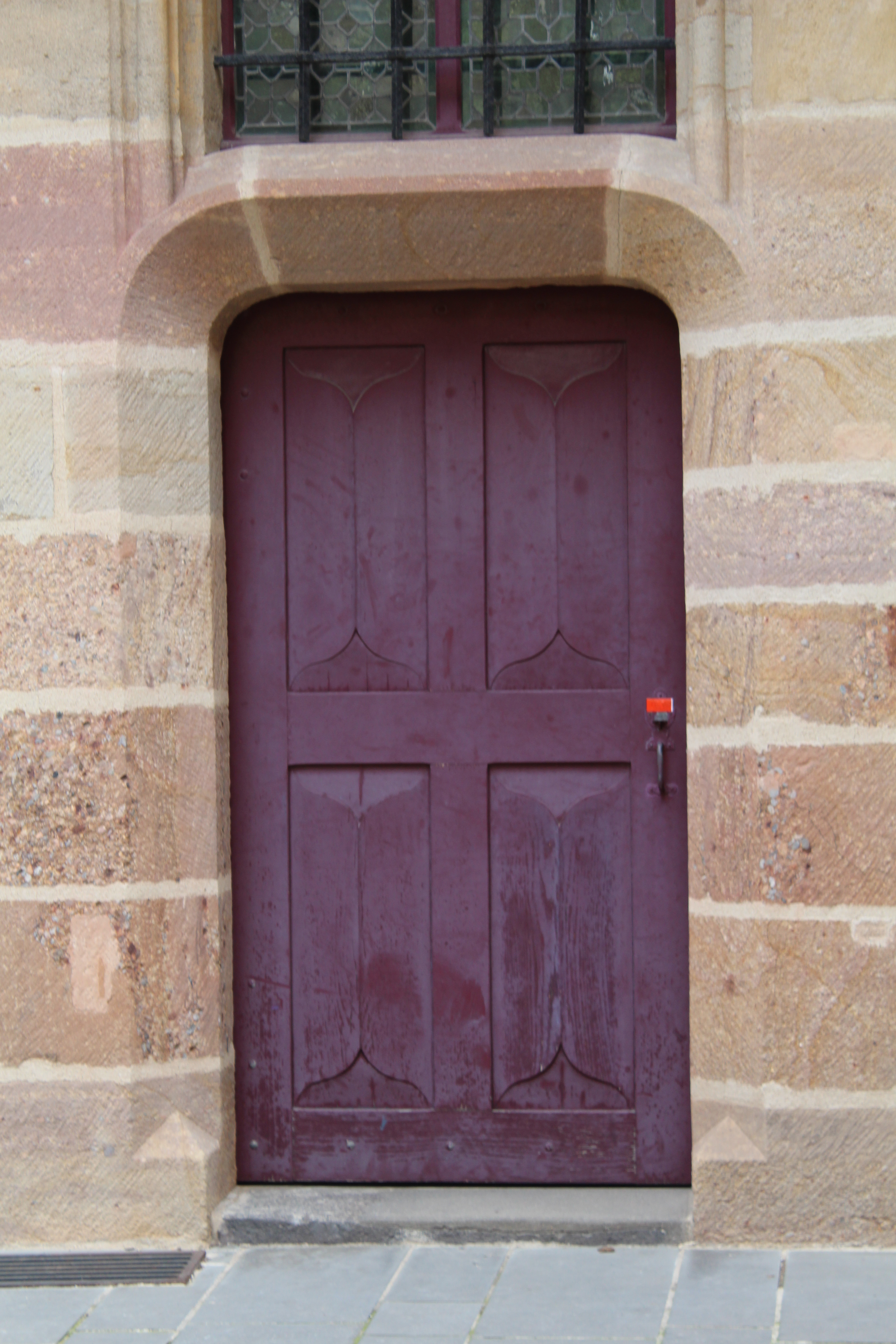